# Xã Lawrence, Quận Lawrence, Arkansas
Xã Lawrence (tiếng Anh: Lawrence Township) là một xã thuộc quận Lawrence, tiểu bang Arkansas, Hoa Kỳ. Năm 2010, dân số của xã này là 260 người.